# Montgesoye
Montgesoye est une commune française située dans le département du Doubs, la région culturelle et historique de Franche-Comté et la région administrative Bourgogne-Franche-Comté, dans la vallée de la rivière Loue, en rive droite.
Ses habitants se nomment les Montgesoyens et les Montgesoyennes.

## Géographie
Le village de Montgesoye s'étire le long de la rive droite de la Loue dans une vallée encore bien encaissée dans le plateau mais qui s'élargit progressivement.

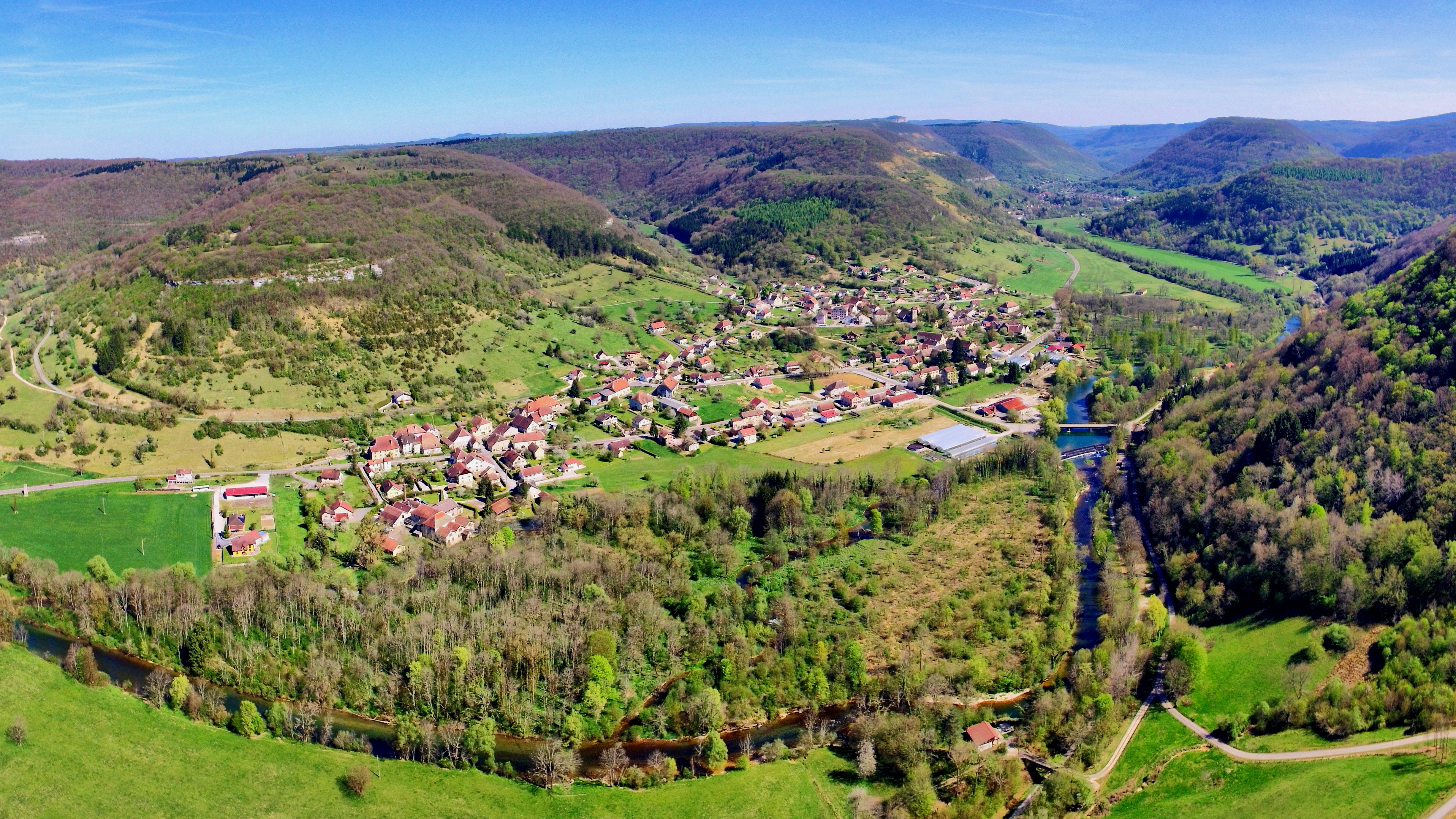
Vue générale du village

### Toponyme
Montgesoye dès 1184 ; Monjesoye en 1232 ; Mongosoie en 1259 ; Mongesoie en 1295 ; Montgessoye en 1620.
Montgesoye est admirablement situé dans la vallée de la Loue entre Ornans et Vuillafans.
L'altitude de Montgesoye est de 331 mètres au niveau de la Loue.
Au plus haut sur les coteaux l'altitude est de 624 mètres.

### Climat
Pour des articles plus généraux, voir Climat de la Bourgogne-Franche-Comté et Climat du Doubs.
En 2010, le climat de la commune est de type climat de montagne, selon une étude du Centre national de la recherche scientifique s'appuyant sur une série de données couvrant la période 1971-2000. En 2020, Météo-France publie une typologie des climats de la France métropolitaine dans laquelle la commune est dans une zone de transition entre le climat semi-continental et le climat de montagne et est dans la région climatique  Jura, caractérisée par une forte pluviométrie en toutes saisons (1 000 à 1 500 mm/an), des hivers rigoureux et un ensoleillement médiocre. 
Pour la période 1971-2000, la température annuelle moyenne est de 10,1 °C, avec une amplitude thermique annuelle de 17,2 °C. Le cumul annuel moyen de précipitations est de 1 299 mm, avec 13,3 jours de précipitations en janvier et 10,3 jours en juillet. Pour la période 1991-2020, la température moyenne annuelle observée sur la station météorologique de Météo-France la plus proche, « Épenoy », sur la commune d'Épenoy à 15 km à vol d'oiseau, est de 9,2 °C et le cumul annuel moyen de précipitations est de 1 363,0 mm. 
La température maximale relevée sur cette station est de 36,4 °C, atteinte le 7 août 2003 ; la température minimale est de −18,8 °C, atteinte le 5 février 2012,,. 
Les paramètres climatiques de la commune ont été estimés pour le milieu du siècle (2041-2070) selon différents scénarios d'émission de gaz à effet de serre à partir des nouvelles projections climatiques de référence DRIAS-2020. Ils sont consultables sur un site dédié publié par Météo-France en novembre 2022.

## Urbanisme

### Typologie
Au 1er janvier 2024, Montgesoye est catégorisée commune rurale à habitat dispersé, selon la nouvelle grille communale de densité à 7 niveaux définie par l'Insee en 2022.
Elle est située hors unité urbaine et hors attraction des villes,.

### Occupation des sols
L'occupation des sols de la commune, telle qu'elle ressort de la base de données européenne d’occupation biophysique des sols Corine Land Cover (CLC), est marquée par l'importance des forêts et milieux semi-naturels (67,9 % en 2018), en augmentation par rapport à 1990 (67,1 %). La répartition détaillée en 2018 est la suivante : 
forêts (67,1 %), prairies (18,4 %), zones agricoles hétérogènes (8,6 %), zones urbanisées (5,1 %), milieux à végétation arbustive et/ou herbacée (0,8 %). L'évolution de l’occupation des sols de la commune et de ses infrastructures peut être observée sur les différentes représentations cartographiques du territoire : la carte de Cassini (XVIIIe siècle), la carte d'état-major (1820-1866) et les cartes ou photos aériennes de l'IGN pour la période actuelle (1950 à aujourd'hui).

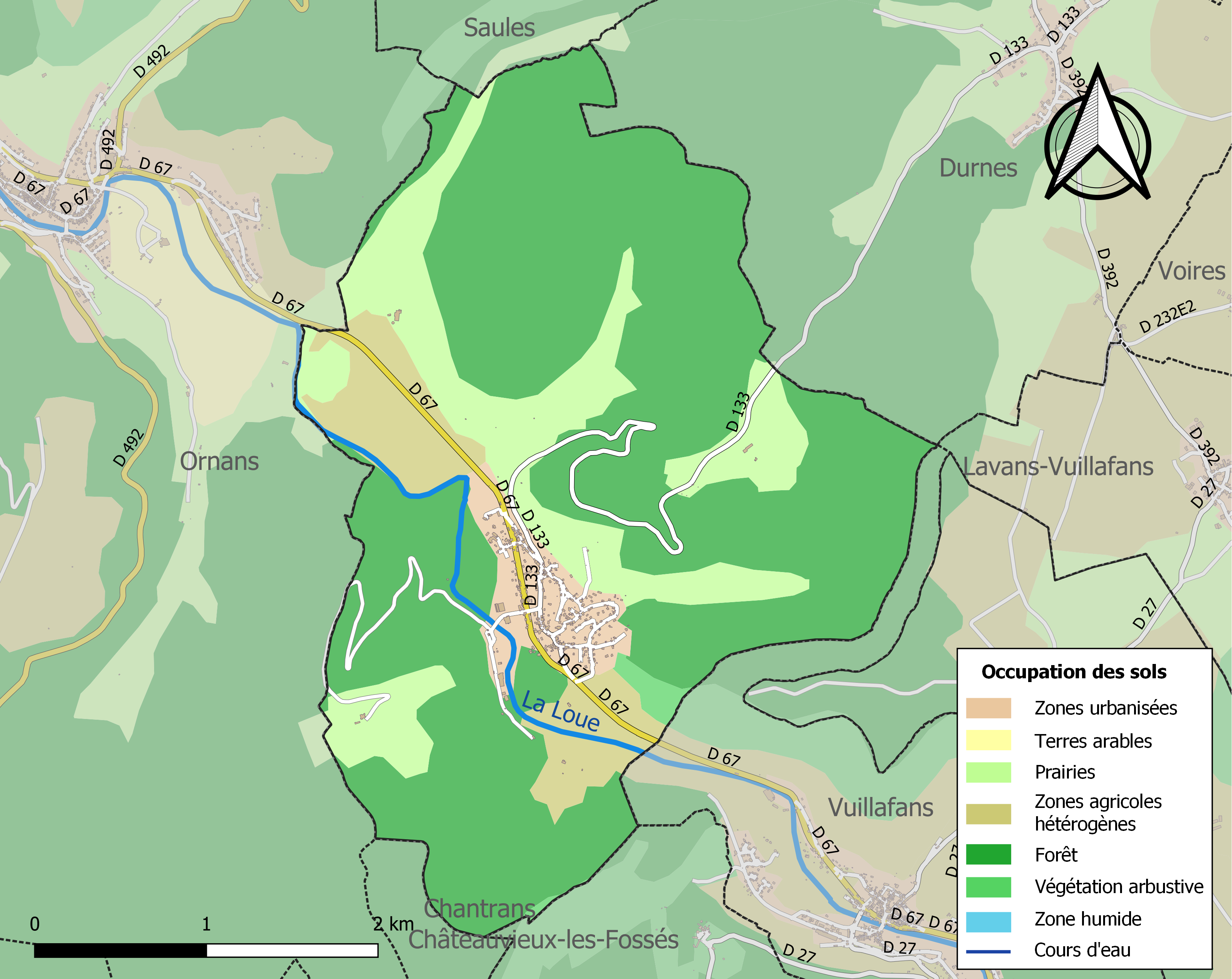
Carte des infrastructures et de l'occupation des sols de la commune en 2018 (CLC).

## Héraldique
| Blason de Montgesoye | Blason  | De gueules au chef denché de quatre pièces d’or, chargé de quatre croisettes recroisetées du champ. |
| Blason de Montgesoye | Détails | Le statut officiel du blason reste à déterminer.                                                    |

## Politique et administration
| Période                                  | Période  | Identité              | Étiquette | Qualité   |
| ---------------------------------------- | -------- | --------------------- | --------- | --------- |
| avant 1981                               | ?        | François Quéry        | DVG       |           |
| mars 2001                                | 2008     | Jean-Marie Conche     | PS        |           |
| mars 2008                                | mai 2020 | Nicole Morel          | DVG       | Retraitée |
| mai 2020                                 | En cours | Bernard Huot-Marchand |           |           |
| Les données manquantes sont à compléter. |          |                       |           |           |

## Population et société

### Démographie
L'évolution du nombre d'habitants est connue à travers les recensements de la population effectués dans la commune depuis 1793. Pour les communes de moins de 10 000 habitants, une enquête de recensement portant sur toute la population est réalisée tous les cinq ans, les populations de référence des années intermédiaires étant quant à elles estimées par interpolation ou extrapolation. Pour la commune, le premier recensement exhaustif entrant dans le cadre du nouveau dispositif a été réalisé en 2006.

En 2022, la commune comptait 494 habitants, en évolution de +4,66 % par rapport à 2016 (Doubs : +1,88 %, France hors Mayotte : +2,11 %).
| 1793 | 1800 | 1806 | 1821 | 1831 | 1836 | 1841 | 1846 | 1851 |
| ---- | ---- | ---- | ---- | ---- | ---- | ---- | ---- | ---- |
| 597  | 598  | 598  | 570  | 612  | 585  | 630  | 577  | 636  |

| 1856 | 1861 | 1866 | 1872 | 1876 | 1881 | 1886 | 1891 | 1896 |
| ---- | ---- | ---- | ---- | ---- | ---- | ---- | ---- | ---- |
| 579  | 639  | 596  | 631  | 589  | 600  | 533  | 528  | 549  |

| 1901 | 1906 | 1911 | 1921 | 1926 | 1931 | 1936 | 1946 | 1954 |
| ---- | ---- | ---- | ---- | ---- | ---- | ---- | ---- | ---- |
| 512  | 485  | 437  | 362  | 438  | 389  | 378  | 361  | 365  |

| 1962 | 1968 | 1975 | 1982 | 1990 | 1999 | 2006 | 2011 | 2016 |
| ---- | ---- | ---- | ---- | ---- | ---- | ---- | ---- | ---- |
| 360  | 396  | 445  | 437  | 408  | 432  | 495  | 482  | 472  |

| 2021 | 2022 | - | - | - | - | - | - | - |
| ---- | ---- | - | - | - | - | - | - | - |
| 487  | 494  | - | - | - | - | - | - | - |

### Cultes
La commune dispose d'un seul lieu de culte de confession catholique, l'église Saint-Gengoul. Au sein du diocèse de Besançon, le doyenné des Premiers Plateaux regroupe cinq unités pastorales (paroisses) dont celle de la Haute Vallée de la Loue à laquelle appartient Montgesoye.

## Lieux et monuments
Plusieurs édifices  recensés dans la base Mérimée :
- Église Saint-Gengoul[21]. L'église primitive datant de la fin du XVe siècle tombant en ruines en 1762. Dès 1760  l'architecte Colombot avait fait un devis de reconstruction auquel on renonce, lui préférant celui de l'architecte Mouche presque trois fois moins onéreux. La nouvelle église se compose d'une nef unique au lieu de trois, mais le chœur rectangulaire gothique reste flanqué d'une ancienne chapelle seigneuriale, vestige du XIIe siècle[1].
- “Château” de Montgesoye[22] : cette demeure a été élevée au XVIe siècle et agrandie dans la seconde moitié du XIXe siècle.
- Maison de vigneron[23] construite en 1741 comme l'indique la date sculptée sur le porche.
- Fontaines et lavoirs[24],[25].

Et puis : 
- Maison noble qui daterait du IXe siècle.
- Belvédère de la Thuyère offrant une belle vue sur la vallée de la Loue.

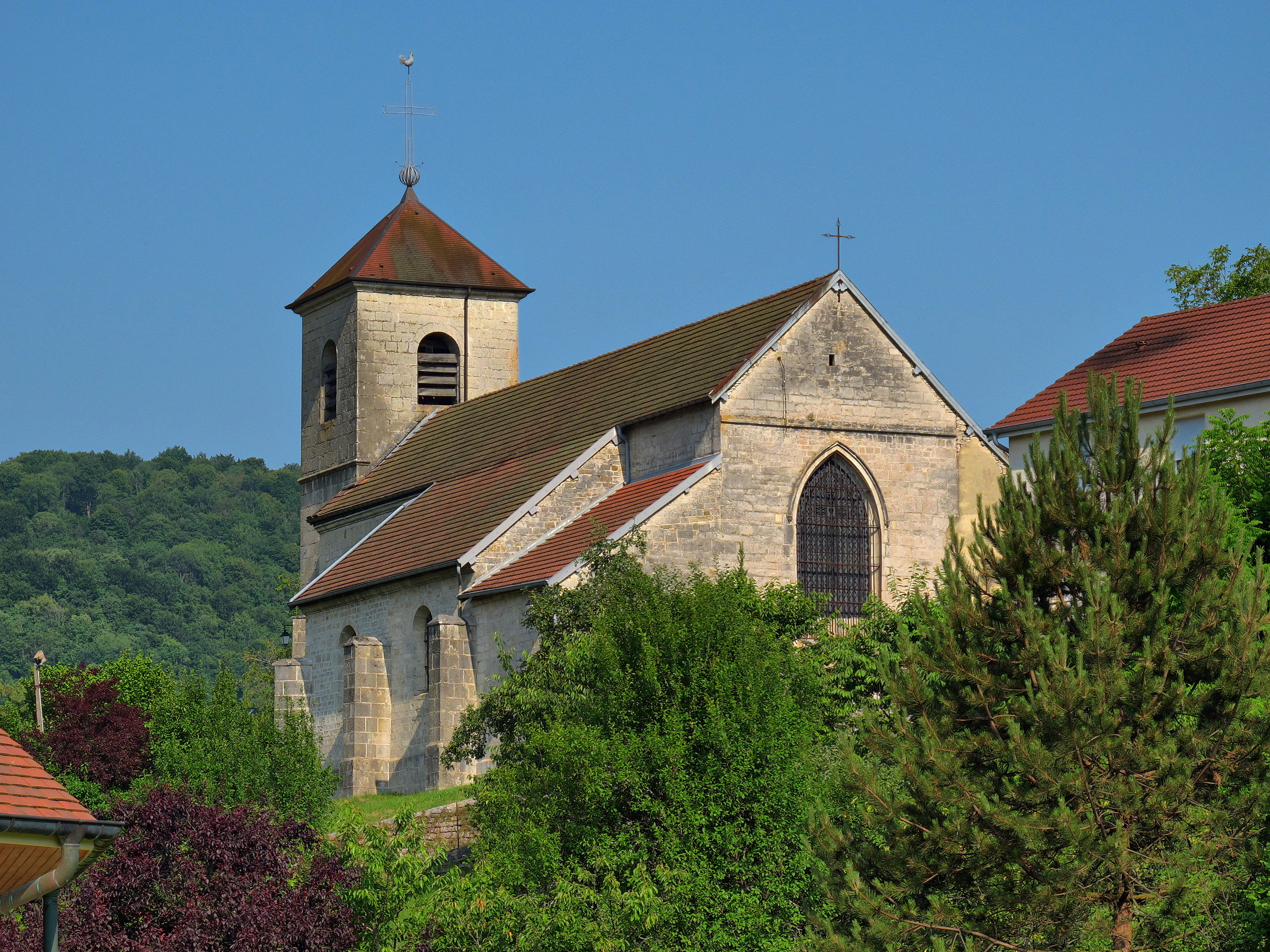
L'église Saint-Gengoul.
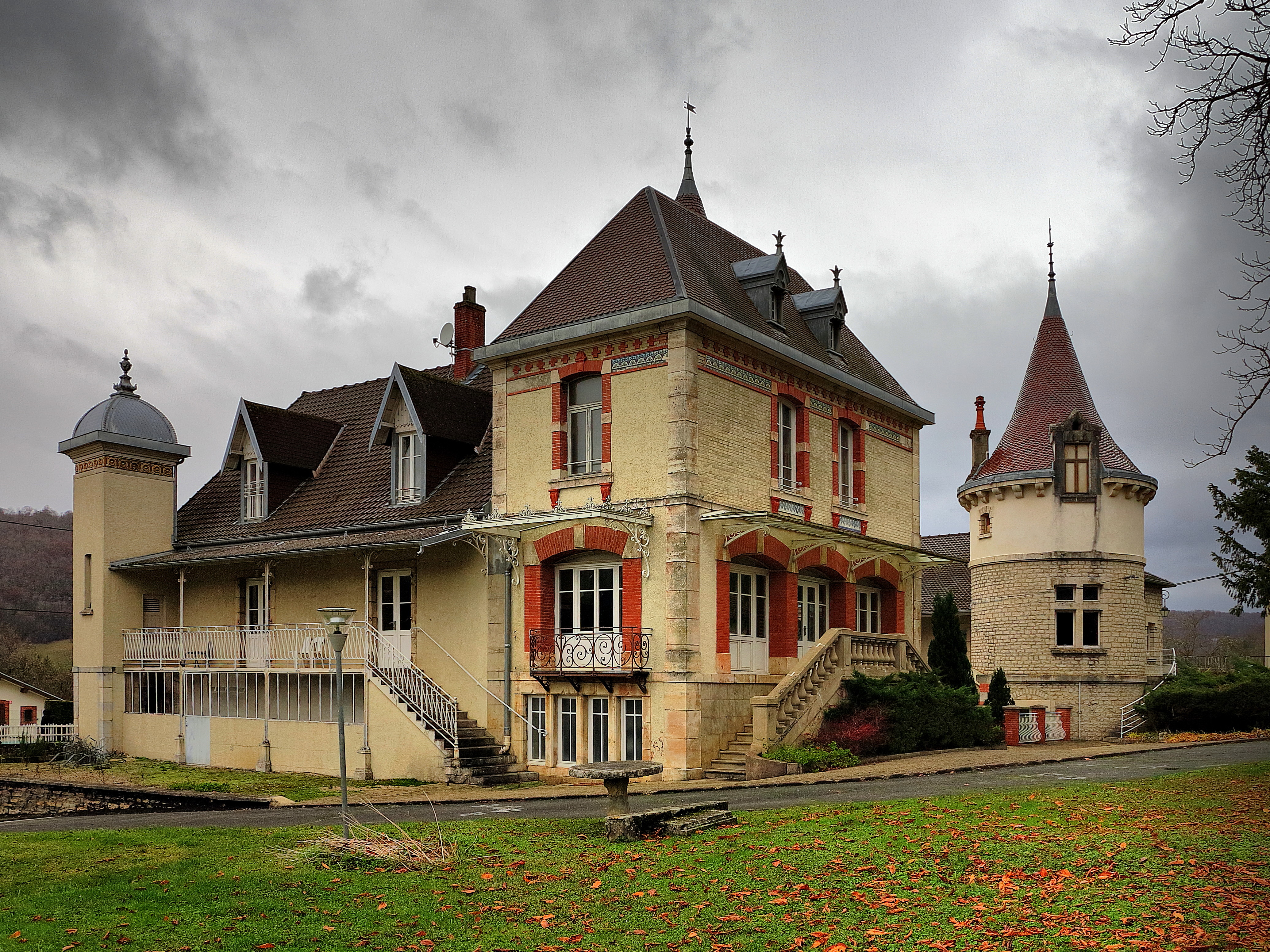
Demeure dite le "château".
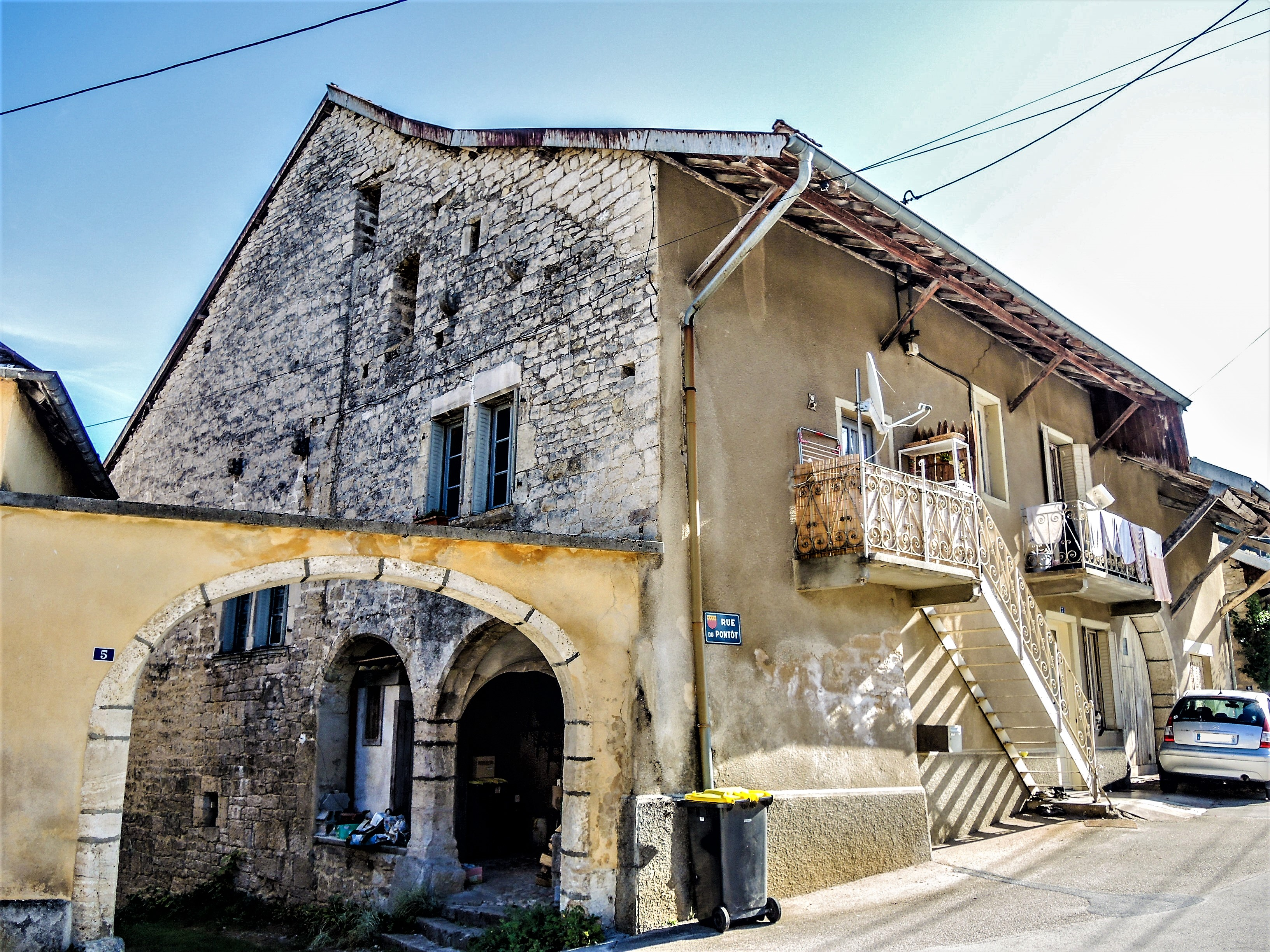
La maison de vigneron du XVIIIe siècle.
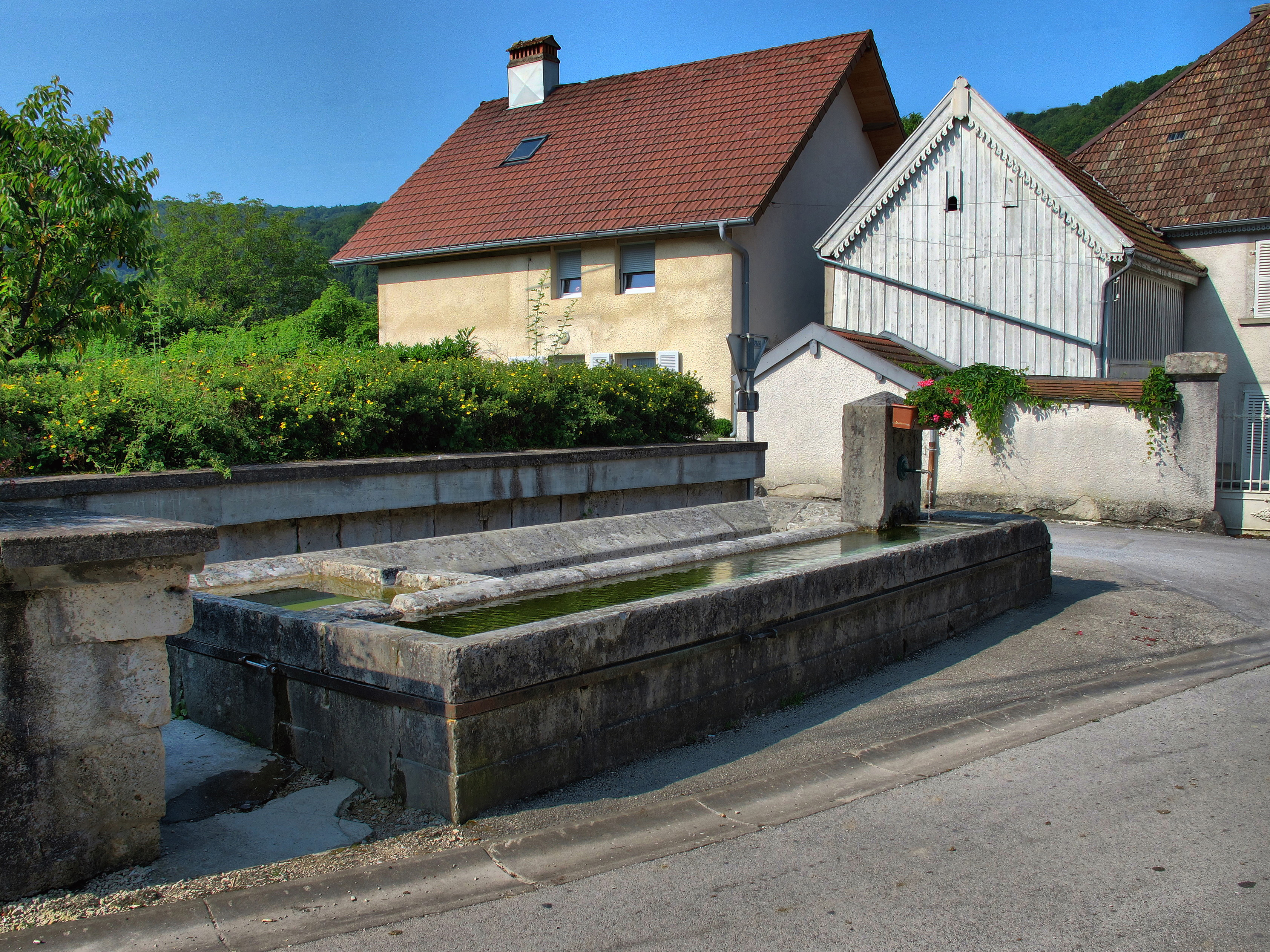
Le lavoir-abreuvoir rue du Pontot.
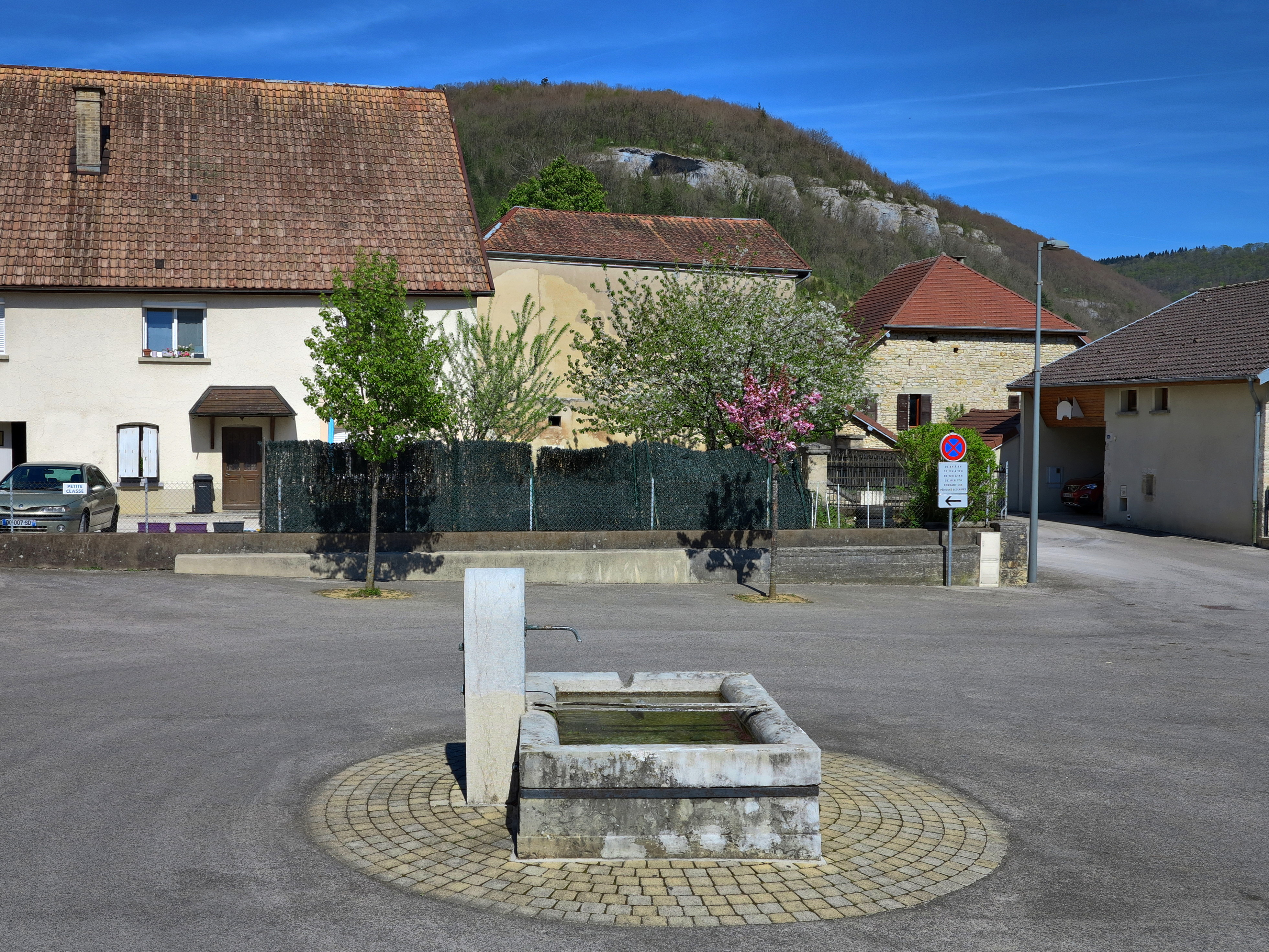
Fontaine de la ville haute.

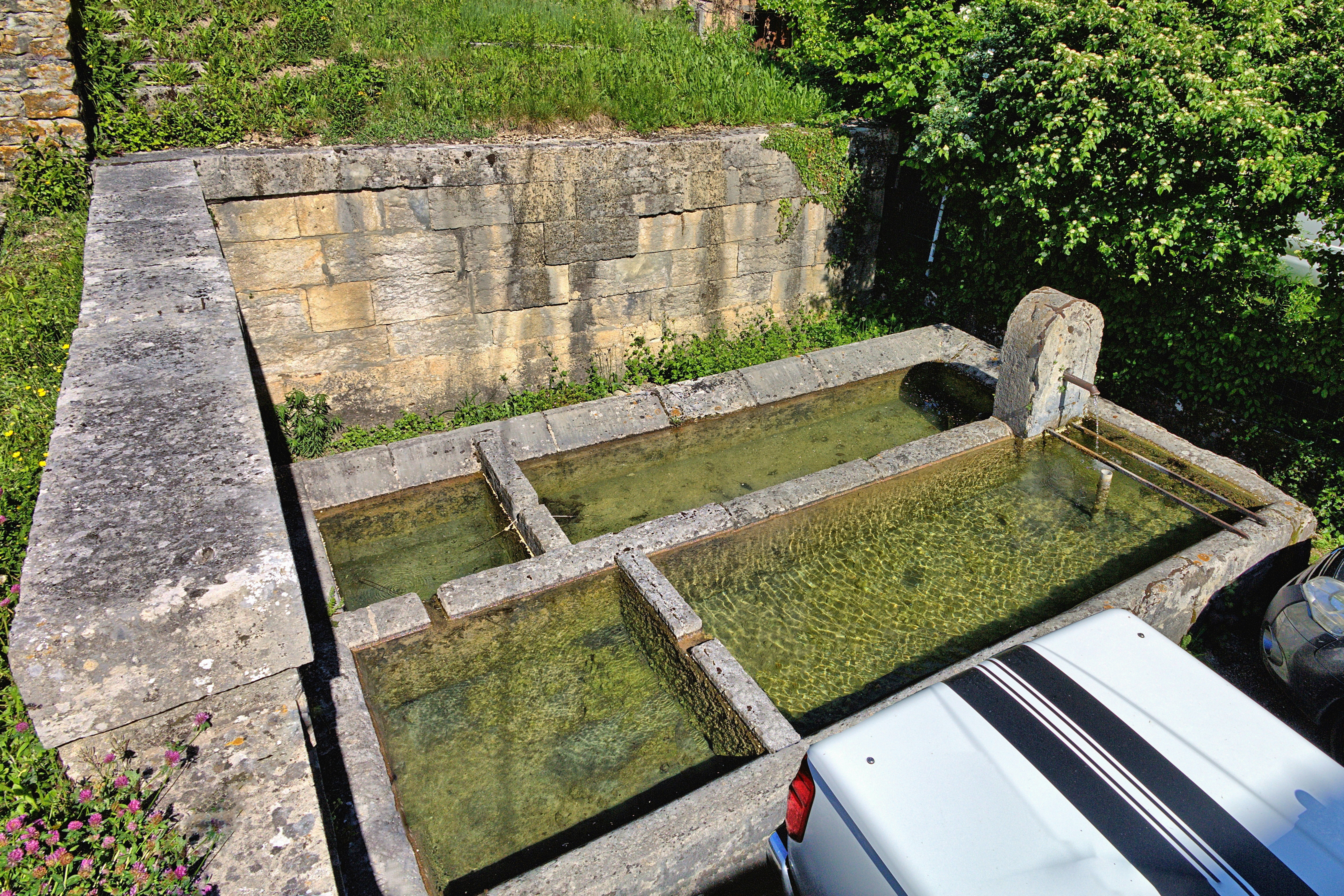
Le lavoir-abreuvoir rue du moulin
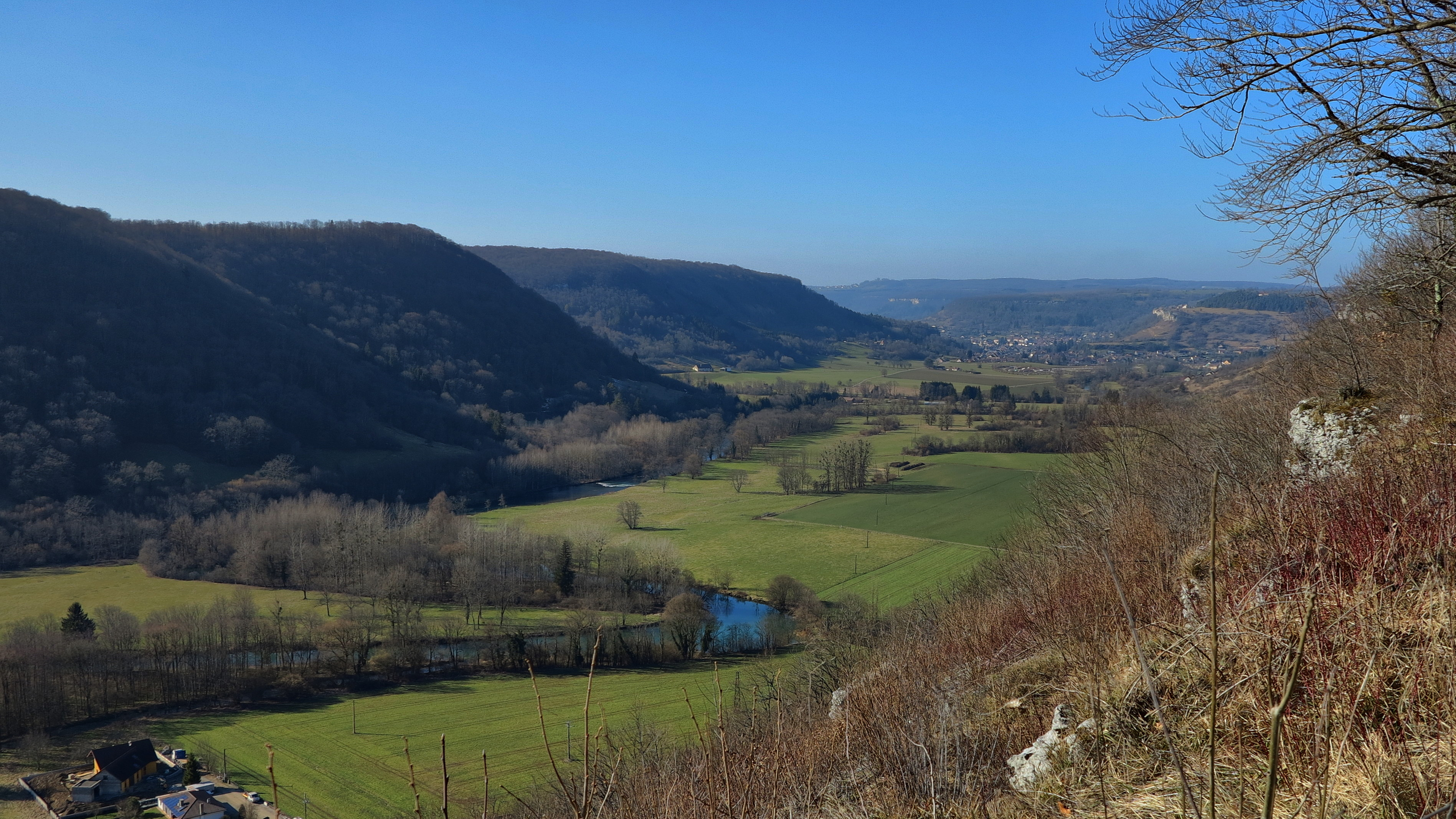
La vallée de la Loue depuis le belvédère de la Thuyère.
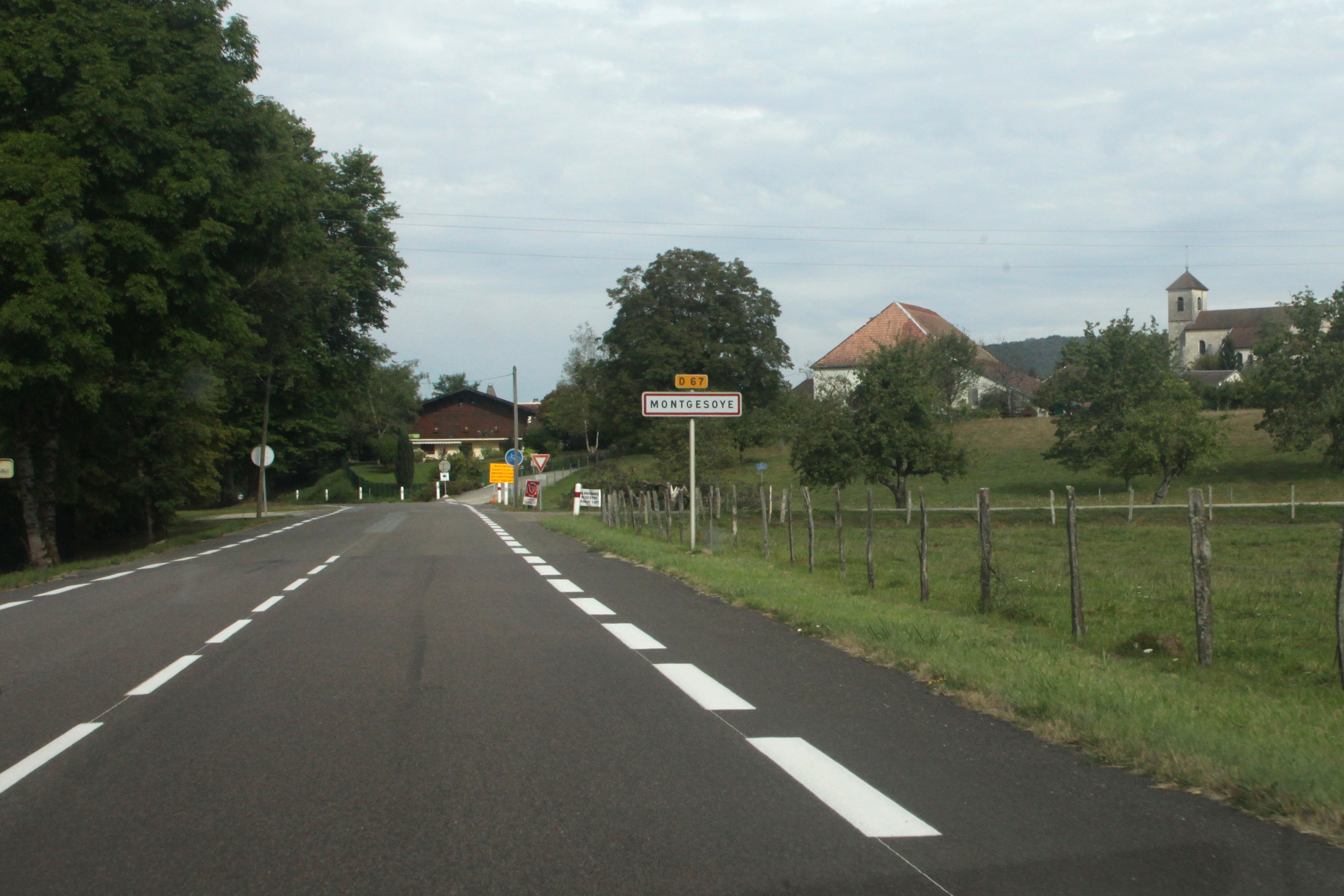
Entrée du village.
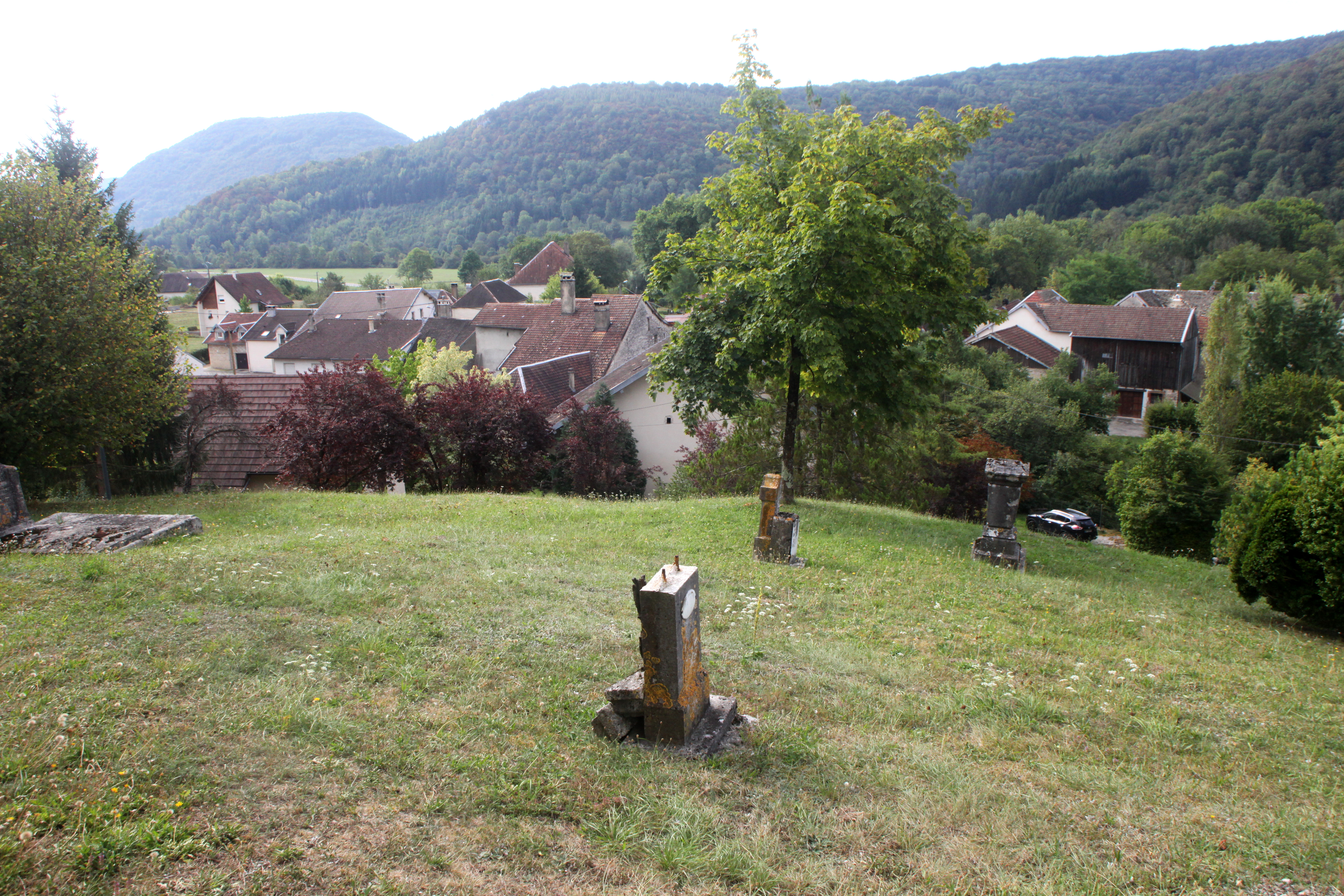
Vue du village.
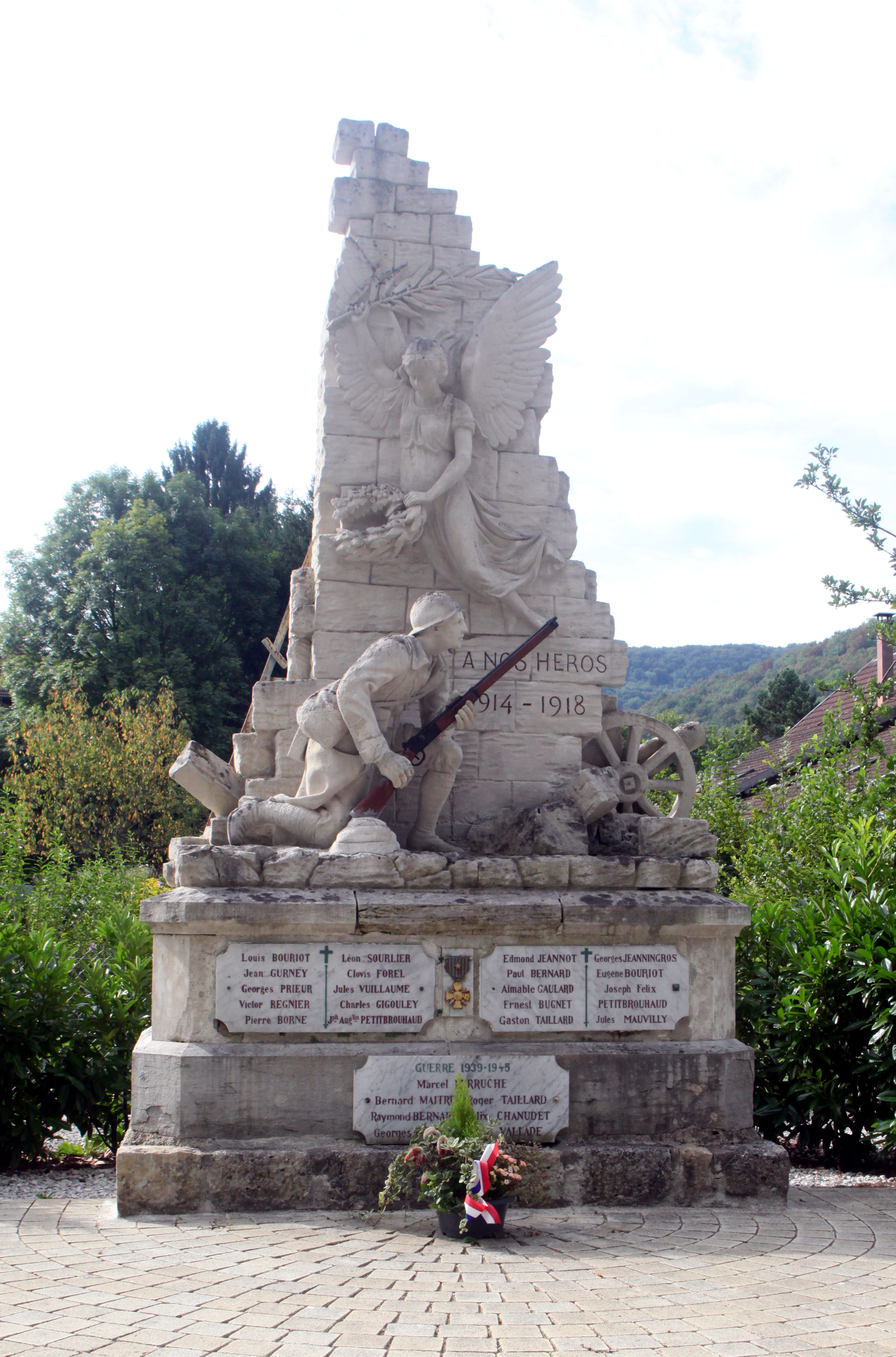
Monument aux morts.

## Personnalités liées à la commune
- Chanoine Millot (1618 à La Grange du Bois - 1684). Devenu enfant de chœur en 1628 au grand Saint-Jean de Besançon, il poursuit ses études classiques et devient organiste puis sous-chantre. Grand réformateur du chant grégorien il fit plusieurs publications. En 1683 il fonda, en l'honneur de sainte Cécile, patronne des musiciens, un office qui devait se célébrer avec une grande solennité le jour de la fête de cette sainte[1].